# Acces deschis în Republica Moldova
În Republica Moldova mișcarea pentru acces deschis este promovată de consorțiul Resurse Electronice pentru Moldova, un proiect de colaborare interbibliotecară, în parteneriat cu European Federation for Intercultural Learning și International Network for Advancing Science and Policy⁠(d). Directory of Open Access Journals⁠(d) (DOAJ) recunoaște 34 de publicații cu acces deschis from Moldova. În OpenDOAR⁠(d) se regăsesc 13 biblioteci digitale cu acces deschis, iar în Registry of Open Access Repositories Mandates and Policies⁠(d) – 17.

## Istorie
În 2009, Asociația Bibliotecarilor din Republica Moldova (ABRM), Moldova eIFL-IP și Info Center au lansat proiectul „Advocacy for Fair Copyright Laws: The Role of Libraries”, susținut de Fundația Soros Moldova și Fundația eIFL.net ca măsuri de consolidare a sectorului ONG în Republica Moldova. ABRM a semnat o declarație privind accesul deschis la informație la 16 octombrie 2009.
Parlamentul Republicii Moldova a aprobat o nouă lege a drepturilor de autor la 2 iulie 2010.
Prima politică a accesului deschis la nivel instituțional a fost implementată de Senatul Academiei de Studii Economice la 24 decembrie 2012, ca rezultat al proiectului "Optimizing Scholarly Communication in Moldova" finanțat de Electronic Information for Libraries⁠(d) (EIFL). Tot atunci a fost lansată prima arhivă cu acces deschis din Moldova.
Prin campaniile organizate de EIFL în iunie 2013 - februarie 2014 au fost puse în practică mai multe inițiative legate de accesul deschis în Republica Moldova. Printre rezultatele acestui efort se numără următoarele:
- Două instituții academice majore – Institutul Național de Cercetări Economice (INCE) și Universitatea Pedagogică de Stat „Ion Creangă” din Chișinău – au adoptat politici instituționale de acces deschis
- Sub egida Institutului de Dezvoltare a Societății Informaționale, a fost lansată biblioteca electronică Instrumentul Bibliometric Național, dezvoltată în 2010-2011[6]
- Universitatea de Stat „Alecu Russo” din Bălți a lansat biblioteca instituțională „Open Research Archive (ORA) USARB”
- A fost adoptată politica accesului deschis la una din cele mai importante publicații academice din țară: revista „Economie și Sociologie”. În același timp, două alte reviste au fost înregistrate în DOAJ și Research Papers in Economics (REPEC): „Economics and Sociology”, publicată de INCE,[7] și „Economica”, publicată de Academia de Studii Economice a Moldovei.[8]

Nouă instituții de Republica Moldova au fost implicate în proiectul „Modern Information Services for Improvement Study Quality”, implementat în 2013-2016. Unul din obiectivele-cheie a fost de a crea arhive instituționale cu acces deschis.

## Organizații
Consorțiul Resurse Electronice pentru Moldova (REM) este entitatea principală care promovează accesul deschis în Moldova, în parteneriat cu European Federation for Intercultural Learning (EFIL) și International Network for Advancing Science and Policy⁠(d) (INASP). Efortul include elaborarea unei legi a drepturilor de autor care ar face facilita accesul deschis. REM este reprezentată în Organizația Națiunilor Unite de Organizația Mondială a Proprietății Intelectuale (World Intellectual Property Organization – WIPO).
Prin REM și Asociatia Bibliotecarilor din Republica Moldova, Electronic Information for Libraries⁠(d) (EIFL) – prezentă în Moldova din 1999 – are parteneriate cu 16 instituții bibliotecare.

### Membri REM
Cei 16 membri ai REM în Moldova sunt:
1. Biblioteca Națională a Republicii Moldova
2. Biblioteca Municipală „B. P. Hasdeu”
3. Biblioteca științifică a Universității de Stat din Moldova
4. Biblioteca științifică a Universității de Stat „Alecu Russo” din Bălți
5. Biblioteca științifică a Academiei de Studii Economice a Moldovei
6. Biblioteca științifică a Universității Libere Internaționale din Moldova
7. Biblioteca științifică a Universității Tehnice a Moldovei
8. Biblioteca științifică a Universității Pedagogice „Ion Creangă”
9. Biblioteca științifică a Universității de Stat din Cahul
10. Biblioteca națională pentru copii „Ion Creangă”
11. Biblioteca Academiei de Poliție „Ștefan cel Mare”
12. Biblioteca Universității Cooperatist-Comerciale din Moldova
13. Curtea Constituțională
14. Universitatea de Stat de Educație Fizică și Sport
15. Centrul de Instruire Continuă în Domeniul Electoral
16. Biblioteca științifică a Universității de Stat din Comrat